# Episodi di Clerks
La prima stagione della serie animata Clerks, composta da 6 episodi, è stata trasmessa negli Stati Uniti, da ABC e Comedy Central, dal 31 maggio 2000 al 14 dicembre 2002.
In Italia la serie è inedita.
| nº | Codice di produzione | Titolo inglese | Prima TV USA     |
| -- | -------------------- | --- | ---------------- |
| 1  | 101                  | Leonardo Leonardo Returns and Dante Has an Important Decision to Make | 14 dicembre 2002 |
| 2  | 102                  | The Clip show Wherein Dante and Randal are Locked in the Freezer and Remember Some of the Great Moments in Their Lives | 7 giugno 2000    |
| 3  | 103                  | Leonardo Is Caught in the Grip of an Outbreak of Randal's Imagination and Patrick Swayze Either Does or Doesn't Work in the New Pet Store | 14 dicembre 2002 |
| 4  | 104                  | A Dissertation on the American Justice System by People Who Have Never Been Inside a Courtroom, Let Alone Know Anything About the Law, but Have Seen Way Too Many Legal Thrillers                                                                                        | 31 maggio 2000   |
| 5  | 105                  | Dante and Randal and Jay and Silent Bob and a Bunch of New Characters and Lando, Take Part in a Whole Bunch of Movie Parodies Including But Not Exclusive to, The Bad News Bears, The Last Starfighter, Indiana Jones and the Temple of Doom, Plus a High School Reunion | 14 dicembre 2002 |
| 6  | 106                  | The Last Episode Ever | 14 dicembre 2002 |